# Halipeurus consimilis
Halipeurus consimilis är en insektsart som beskrevs av Günter Timmermann 1960. Halipeurus consimilis ingår i släktet Halipeurus och familjen fjäderlöss. Inga underarter finns listade i Catalogue of Life.